# Petra Wiegers
Petra Wiegers est une journaliste allemande.
Depuis janvier 2008, elle présente Arte Info chaque midi en alternance avec Meline Freda.